# Geoff Snell
Geoffrey Snell é um ator americano que apareceu em várias séries de TV, como Hercules: The Legendary Journeys e Xena: Warrior Princess.